# Conotrachelus clivosus
Conotrachelus clivosus – gatunek chrząszcza z rodziny ryjkowcowatych.

## Zasięg występowania
Ameryka Południowa, występuje w Boliwii, Brazylii, Peru oraz Wenezueli.

## Budowa ciała
Przednia krawędź pokryw znacznie szersza od przedplecza. Na całym ciele, liczne garbki i bruzdy, na pokrywach dwie pary dużych, wydatnych podłużnych listewek.
Ubarwienie ciała brązowe z czarnymi plamami, pokrywy nieco jaśniejsze kremowobrązowe. Zarówno kształtem, jak i ubarwieniem, gatunek ten upodabnia się do opadłych, suchych liści.